# Hans Berndtson
Hans Göran Berndtson, född 2 juli 1945 i Vasa församling i Göteborg, är en svensk militär. Han var bland annat ställföreträdande överbefälhavare 2001–2005.

## Biografi
Berndtson avlade studentexamen 1966. Han avlade officersexamen vid Krigsskolan 1970 och utnämndes samma år till löjtnant vid Bohusläns regemente, där han befordrades till kapten 1973 och tjänstgjorde som plutonchef. Han utbildade sig vid Infanteriets stridsskola 1972 och  gick Högre stabskursen vid Militärhögskolan 1978–1980. Han befordrades till major 1981, inträdde i Generalstabskåren 1983, var lärare vid Militärhögskolan 1984–1986, befordrades till överstelöjtnant i Generalstabskåren 1986, studerade vid Führungsakademie der Bundeswehr i Tyskland 1986–1987, tjänstgjorde vid Dalregementet 1987–1989 och var chef för Planeringsavdelningen vid Försvarsstaben 1989–1991.
År 1991 befordrades han till överste, varpå han var chef för Gästrikebrigaden 1991–1993. Han befordrades till överste av första graden 1993, varefter han var befälhavare för Gävleborgs försvarsområde tillika chef för Hälsinge regemente 1993–1994. Därefter var han chef för Mellersta arméfördelningen 1994–1996. Under 1990-talet utbildade han sig också vid Försvarshögskolan: Högre operativa chefskursen 1993, Huvudkursen 1994 och Chefskursen 1996. År 1996 befordrades han till generalmajor och 1996–1998 var han chef för överbefälhavarens samordningsgrupp för genomförande av försvarsbeslutet 1996, varpå befordrades till generallöjtnant 1998 och var chef för Grundorganisationsledningen i Högkvarteret 1998–2000. Åren 2001–2005 var han ställföreträdande överbefälhavare, varefter han pensionerades från Försvarsmakten 2005.
Hans Berndtson invaldes 1997 som ledamot av Kungliga Krigsvetenskapsakademien.
Berndtson har också varit expert i Försvarsberedningen, ordförande i Försvarsmaktens personalansvarsnämnd, ledamot av styrelsen för Centralförbundet Folk och Försvar, ledamot av styrelsen för Kustbevakningen, ledamot av styrelsen för Styrelsen för psykologiskt försvar och ledamot av styrelsen för Stiftelsen Gällöfsta kurscentrum.